# سفارت اندونزی در مسکو
سفارت اندونزی در مسکو (به لاتین: Embassy of Indonesia) یک منطقهٔ مسکونی و نمایندگی سیاسی این کشور در روسیه است که در مسکو واقع شده‌است.